# Trenje klizanja
Za realna tela i realne površine koje ih ograničavaju, pri klizanju jednog tela po površini drugog javlja se otpor koji se zove  trenje klizanja a sila koja se pri tome javlja zove se sila trenja klizanja.
Razlozi pojave trenja klizanja su mnogostruki od fizičkih i hemijskih osobina materijala do načina i kvaliteta tehničke obrade dodirnih površina. Površine koje ograničavaju realna tela su hrapave površine. U statici, trenje klizanja se proučava u onoj meri koja obezbeđuje rešavanje statičkih zadataka u kojima se sila trenja klizanja ne može zanemariti.
Treba razlikovati silu trenja klizanja pri mirovanju od sile trenja klizanja pri kretanju. Eksperiment pokazuje da je trenje pri kretanju najčešće manje od granične sile trenja pri mirovanju. 

## Kulonovi zakoni trenja
Formulisani Kulonovi zakoni trenja klizanja predstavljaju rezultat mnogobrojnih eksperimenata i takvi, dovoljno tačno, za primenu u tehničkoj praksi, određuju silu trenja klizanja.

### I zakon
Sila trenja klizanja se nalazi u zajedničkoj tangentnoj ravni na površi tela, u tački dodira, a usmerena je u suprotnom smeru od smera u kome aktivne sile teze da pomere telo.

### II zakon
Intenzitet sile trenja klizanja Fℳ može imati vrednosti od nule do granične sile trenja klizanja Fgr.
O ≤ >Fℳ  ≤ Fgr.Fℳmax = Fgr.</sub = ℳ*N

### III zakon
U dovoljno širokoj oblasti intenzitet sile trenja klizanja zavisi od veličine dodirnih površi.
Statički koeficijent trenja klizanja ℳ je neimenovan broj, i određuje se eksperimentalno za svaki materijal posebno. Vrednost statičkog koeficijenta trenja obuhvata sve uzorke pojave trenja klizanja.

## Reakcija hrapave veze
Ukupna reakcija hrapave površi ima dve komponente, jedna je sila N-normalna reakcija površi, a druga, je sila trenja klizanja Fℳ .
S obzirom da sila trenja klizanja može imati vrednosti od 0 do Fgr to ukupna reakcija hrapave površi R, može biti unutar ili na omotaču konusa čije izvodnice predstavljaju pravac maksimalne reakcije hrapave površi. 
Rmax = N+Fgr

## Ugao i konus trenja
Ugao  ϕ = ϕo , koji maksimalna reakcija hrapave podloge zaklapa sa normalnom, zove se ugao trenja klizanja. Odavde uzimajući u obzir Kulonov zakon trenja Fgr = ℳ*N, sledi direktna veza između koeficijenta trenja ℳ i ugla trenja ϕo
ℳ  = tgϕ0 
Ukoliko je koeficijent trenja klizanja za dati materijal jednak svim pravcima, familija pravaca maksimalne reakcije Rmax , čini pravilan konus sa uglom 2 ϕ0 pri vrhu, koji se zove konus trenja. 

### Teorema 21
Ako pravac rezultante svih aktivnih sila koje dejstvuju na telo, bez obzira na intenzitet, prolazi unutar konusa trenja, može telo ostati u stanju mirovanja.